# Turmhügel Straß
Der Turmhügel Straß ist eine abgegangene hochmittelalterliche Niederungsburg auf 431 m ü. NHN in Straß, einem Gemeindeteil des Marktes Wartenberg im Landkreis Erding in Bayern Neben dem Turmhügel Straß befindet sich 400 Meter nordöstlich davon ein „Ringwall vor- und frühgeschichtlicher Zeitstellung“, der unter der Aktennummer D-1-7637-0479 geführt wird.
Die Anlage befindet sich ca. 1250 m südlich der Pfarrkirche Mariae Geburt von Wartenberg. Die kreisrunde Anlage liegt in einer Flussschleife der Strogen; der Turmhügel hatte einen Durchmesser von etwa 30 m. Die gesamte Anlage hatte eine Ausdehnung von 170 m in West-Ost-Richtung und von 120 m in Nord-Süd-Richtung. Der Burgstall liegt in einem Wald- und Wiesengelände; er ist obertägig nicht mehr sichtbar.